# Pou del Balneari Roqueta
El Pou del Balneari Roqueta és una obra de Tona (Osona) protegida com a Bé Cultural d'Interès Local.

## Descripció
Pou que pertanyia a l'antic Balneari Roqueta, enderrocat l'any 1974. Es tracta de l'únic element existent del balneari. A finals del segle XX fou restaurat, i actualment es pot observar l'estructura i l'escala de marbre (de més de 100 graons) que permet l'accés a la deu d'aigua potable. La seva planta és octogonal, i la cúpula original que el cobria ha estat substituïda per una pèrgola de fusta coberta amb teules, amb pilars de fusta que la sostenen.

## Història
La deu de Roqueta, situada a uns 200 m de la d'Ullastres, va ser descoberta cap al 1877. Per explotar-la, es va crear una societat formada per Sebastià Roqueta, propietari dels terrenys, i pels seus consorcis Joan Llussà i Santiago Simón. A l'arquitecte Lluís Domènech i Montaner se li va encarregar el disseny d'un nou edifici a l'indret, el Balneari Roqueta, que fou construït tot seguint l'estètica premodernista de tall eclèctic. Aquest balneari, però, va entrar en crisi a la dècada dels 60 del segle xx, i va ser enderrocat al febrer del 1974.